# Mesoleptus binoculus
Mesoleptus binoculus är en stekelart som först beskrevs av Forster 1876.  Mesoleptus binoculus ingår i släktet Mesoleptus och familjen brokparasitsteklar. Inga underarter finns listade i Catalogue of Life.